# 斯利希特半島
74°7′S 113°55′W / 74.117°S 113.917°W
斯利希特半島（英語：Slichter Foreland）是南極洲的半島，位於瑪麗伯德地，是馬丁半島的東北部，長28公里、寬18公里，以物理大學的教授命名，現時由南極條約體系管理。